# Ctenogobius manglicola
Ctenogobius manglicola är en fiskart som först beskrevs av David Starr Jordan och Edwin Chapin Starks, 1895. Ctenogobius manglicola ingår i släktet Ctenogobius och familjen smörbultsfiskar. IUCN kategoriserar arten globalt som livskraftig. Inga underarter finns listade i Catalogue of Life.